# Loué
Loué – miejscowość i gmina we Francji, w regionie Kraj Loary, w departamencie Sarthe.
Według danych na rok 1990 gminę zamieszkiwało 1929 osób, a gęstość zaludnienia wynosiła 122 osób/km² (wśród 1504 gmin Kraju Loary Loué plasuje się na 311. miejscu pod względem liczby ludności, natomiast pod względem powierzchni na miejscu 743.).